# Marinha Continental

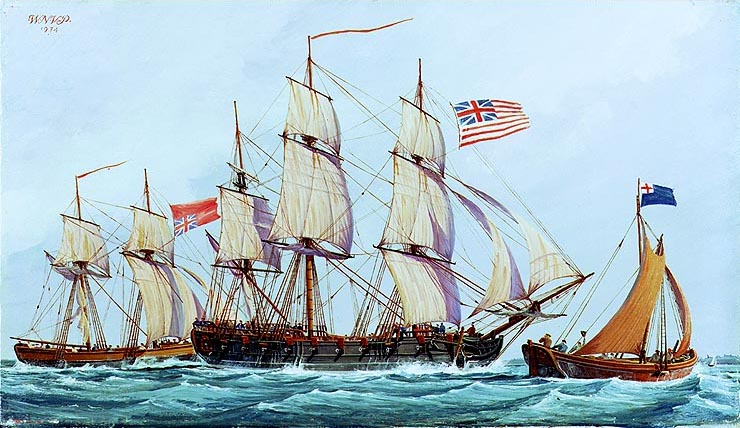
O navio Columbus da Continental Navy.

A Marinha Continental (em inglês Continental Navy) foi o equivalente no mar ao Exército Continental de George Washington durante a Revolução Americana em 1775.
O principal objectivo da Marinha Continental durante a Guerra Revolucionária era a intercepção e a apreensão dos navios enviados de Inglaterra para apoiar as suas forças, bem como de uma forma geral prejudicar o comércio marítimo britânico. Com a independência a Marinha Continental foi dissolvida, e só alguns anos depois os Estados Unidos viriam a ter uma marinha.
A recém-formada marinha norte-americana optou por basear a sua estratégia na tradição corsária e contrabandista que se desenvolvera intensamente na colónia durante os últimos anos da pressão comercial britânica, que assentava no ataque de surpresa para compensar a desproporção em meios de artilharia no confronto com os tão bem armados navios de linha ingleses.
A apoiar os futuros Estados Unidos na guerra, a França também se envolveu em algumas acções de combate no mar, mas não coordenadas com a Marinha Continental, nem forneceu meios substanciais.

## A criação
Iniciada a guerra, a necessidade de uma marinha tornou-se evidente, e em Outubro de 1775, o Congresso criou a Marinha Continental, ao que se seguiu um mês depois, um Corpo de Infantaria da Marinha.
Quando se inicia a guerra, as treze colónias da América do Norte tinham já uma desenvolvida rede comércio marítimo que cobria toda a costa atlântica da América do Norte até ao mar das Caraíbas. Este comércio era sustentado por um vasto conjunto de estaleiros locais, com acesso a grande abundância de madeira de qualidade da região, mas sobretudo pela fusão das técnicas de construção naval inglesa, francesa e holandesa. A costa leste norte-americana, com a sua costa recortada e com condições de mar e ventos complexa, deu origem a vários tipos de embarcações muito marinheiras, rápidas e manobráveis, das quais as escunas eram o melhor exemplo.
Quatro destas embarcações são compradas e armadas, e um Comité Naval é criado no Congresso, sob a liderança de John Adams. Em Dezembro, os USS Alfred (24 canhões), Andrew Doria (14 canhões), Cabot (14 canhões), e Columbus (24 canhões) são oficialmente incorporados na Marinha Continental, e em 22 de Dezembro Esek Hopkins é nomeado como comandante em chefe desta marinha, que seria rapidamente reforçada pelo Providence (12 canhões), Wasp (8 canhões), e Hornet (10 canhões).

## Aumento da frota
Mas, para além desta frota, as escunas coloniais (colonial schooners) chamaram a atenção do Congresso, não só porque a sua velocidade e facilidade de manobra permitia enfrentar os mais bens armados, mas lentos, navios britânicos, cativando os seus armadores para a luta através da emissão de cartas de corso. Calcula-se que o Congresso Continental e, mais tarde, o Congresso dos Estados Unidos tenham dado mais de 1,6 mil cartas de corso.
Um exemplo acabado destes corsários foi John Paul Jones, abordo do seu Bonhomme Richard', um velho navio mercante francês convertido num navio de guerra de 40 canhões, atacou a fragata inglesa Serapis, de 50 canhões, ao largo de Flamborough, no Yorkshire, numa acção que levou a guerra às águas inglesas.
Foi também ordenada a construção de 13 fragatas, das quais só algumas foram acabadas, e nenhuma sobreviveu á guerra.
Quando a 30 de Novembro de 1782 a Inglaterra reconheceu a independência dos Estados Unidos, iniciou-se o processo de desmantelamento da Marinha Continental.

## Fim da Marinha Continental
Dos cerca de 65 navios (novos, convertidos, fretados, emprestados e capturados) que serviram em um momento ou outro com a Marinha Continental, apenas 11 sobreviveram à guerra. O Tratado de Paris em 1783 encerrou a Guerra Revolucionária e, em 1785, o Congresso dissolveu a Marinha Continental e vendeu os navios restantes.
A fragata Alliance deu os tiros finais da Guerra Revolucionária Americana; foi também o último navio da Marinha. Uma facção dentro do Congresso queria mantê-la, mas a nova nação não tinha fundos para mantê-la no serviço, e ela foi leiloada por US$ 26 mil. Os fatores que levaram à dissolução da Marinha incluíram uma falta generalizada de dinheiro, a confederação frouxa dos estados, uma mudança de objetivos da guerra para a paz e mais interesses internos e menos interesses estrangeiros.